# Garzón (Colombia)
Garzón è un comune della Colombia facente parte del dipartimento di Huila.
Il centro abitato venne fondato da Francisco Manrique nel 1783, mentre l'istituzione del comune è del 6 settembre 1810.